# Rivers Cadet
Rivers Cadet (1 de marzo de 1892 – 1 de noviembre de 1968) fue un actor cinematográfico de nacionalidad francesa. 
Nacido en París, Francia, su nombre verdadero era Jean Maurice Large.
Hermano menor del cineasta Fernand Rivers, Cadet falleció en Issy-les-Moulineaux, Francia.

## Filmografía
| - 1922: Vingt ans après, de Henri Diamant-Berger - 1930: Une femme a menti, de Charles de Rochefort - 1931: L'agence immobilière, de André Chotin - 1931: En zinc sec, de Louis Mercanton - 1932: Austerlitz 21-22, de André Bay - 1932: Maurin des Maures, de André Hugon - 1933: Les Vingt-huit Jours de Clairette, de André Hugon - 1933: Tout pour rien, de René Pujol - 1933: Lidoire, de Maurice Tourneur - 1933: Le Maître de forges, de Fernand Rivers - 1934: Un train dans la nuit, de René Hervil - 1934: Trois de la marine, de Charles Barrois - 1934: Napoléon Bonaparte, de Abel Gance - 1934: La Dame aux camélias, de Fernand Rivers - 1934: Famille nombreuse, de André Hugon - 1935: Bichon, de Fernand Rivers - 1935: Bonne chance, de Sacha Guitry - 1935: Le chemineau, de Fernand Rivers - 1935: Paris mes amours, de Alphonse-Lucien Blondeau - 1936: Les Deux gosses, de Fernand Rivers - 1936: Avec le sourire, de Maurice Tourneur - 1936: Tout va très bien, Madame la marquise, de Henry Wulschleger - 1937: Le Fauteuil 47, de Fernand Rivers - 1937: J'accuse, de Abel Gance - 1937: Le plus beau gosse du monde, de René Pujol - 1937: La Vénus de l'or, de Charles Méré y Jean Delannoy - 1937: Le Réserviste improvisé, de André Hugon - 1937: Quatre heures du matin, de Fernand Rivers - 1937: Monsieur Breloque a disparu, de Robert Péguy - 1937: Liberté, de Jean Kemm - 1937: Les Dégourdis de la 11e, de Christian-Jaque - 1937: Chipée, de Roger Goupillières - 1937: Boissière, de Fernand Rivers - 1937: Le concierge revient de suite, de Fernand Rivers - 1938: Visages de femmes, de René Guissart - 1938: Vacances payées, de Maurice Cammage - 1938: Une femme a menti, de André Hugon - 1938: Tricoche et Cacolet, de Pierre Colombier - 1938: La Présidente, de Fernand Rivers - 1938: La Goualeuse, de Fernand Rivers - 1939: Chantons quand même, de Pierre Caron - 1939: Le Chemin de l'honneur, de Jean-Paul Paulin - 1939: Derrière la façade, de Georges Lacombe y Yves Mirande - 1939: Berlingot et compagnie, de Fernand Rivers - 1939: Louise, de Abel Gance - 1939: Dernière jeunesse, de Jeff Musso - 1939: Fric-frac, de Maurice Lehmann y Claude Autant-Lara - 1940: Documents secrets, de Léo Joannon - 1940: Fausse alerte, de Jacques de Baroncelli - 1940: Paris-New York, de Yves Mirande - 1940: Les Musiciens du ciel, de Georges Lacombe - 1940: Le Roi des galéjeurs, de Fernand Rivers - 1940: Paradis perdu, de Abel Gance - 1940: Ils étaient cinq permissionnaires, de Pierre Caron - 1940: Moulin Rouge, de André Hugon - 1940: Monsieur Hector, de Maurice Cammage - 1941: L'An 40, de Fernand Rivers - 1941: L'Embuscade, de Fernand Rivers | - 1941: Notre-Dame de la Mouise, de Robert Péguy - 1941: Le Dernier des six, de Georges Lacombe - 1942: Le Comte de Monte-Cristo, de Robert Vernay - 1942: Chambre 13, de André Hugon - 1942: Caprices, de Léo Joannon - 1942: La Symphonie fantastique, de Christian-Jaque - 1943: Coup de feu dans la nuit, de Robert Péguy - 1943: À la belle frégate, de Albert Valentin - 1943: Finance noire, de Félix Gandera - 1943: Un seul amour, de Pierre Blanchar - 1943: Adrien, de Fernandel - 1943: Les Enfants du paradis, de Marcel Carné - 1944: La Rabouilleuse, de Fernand Rivers - 1945: Le Père Goriot, de Robert Vernay - 1946: Martin Roumagnac, de Georges Lacombe - 1946: Triple enquête, de Claude Orval - 1947: Mademoiselle s'amuse, de Jean Boyer - 1947: Gonzague, de René Delacroix - 1948: L'Armoire volante, de Carlo Rim - 1948: La Femme que j'ai assassinée, de Jacques Daniel-Norman - 1949: Le Roi Pandore, de André Berthomieu - 1949: Les Dieux du dimanche, de René Lucot - 1949: L'Ange rouge, de Jacques Daniel-Norman - 1949: Dernière heure, édition spéciale, de Maurice de Canonge - 1950: Adémaï au poteau-frontière, de Paul Colline - 1950: Tire au flanc, de Fernand Rivers - 1951: Topaze, de Marcel Pagnol - 1951: Drôle de noce, de Léo Joannon - 1951: Le Passage de Vénus, de Maurice Gleize - 1951: Mademoiselle Josette, ma femme, de André Berthomieu - 1951: Sous le ciel de Paris, de Julien Duvivier - 1951: Boniface somnambule, de Maurice Labro - 1951: Le Plus joli péché du monde, de Gilles Grangier - 1951: La Nuit est mon royaume, de Georges Lacombe - 1952: La Loterie du bonheur, de Jean Gehret - 1953: Interdit de séjour, de Maurice de Canonge - 1955: Les Deux font la paire, de André Berthomieu - 1955: Les Duraton, de André Berthomieu - 1955: La Tour de Nesle, de Abel Gance - 1956: L'Homme à l'imperméable, de Julien Duvivier - 1956: Les Louves, de Luis Saslavsky - 1956: Le Sang à la tête, de Gilles Grangier - 1957: Police judiciaire, de Maurice de Canonge - 1957: Pot-Bouille, de Julien Duvivier - 1958: En légitime défense, de André Berthomieu - 1959: La Marraine de Charley, de Pierre Chevalier - 1959: La Femme et le Pantin, de Julien Duvivier - 1961: Les Livreurs, de Jean Girault - 1961: Le Capitaine Fracasse, de Pierre Gaspard-Huit - 1963: Le Bon Roi Dagobert, de Pierre Chevalier - 1964: Les Gros bras, de Francis Rigaud - 1965: Les Baratineurs, de Francis Rigaud |

## Teatro
- 1941: Le Contrôleur des wagons-lits, de Alexandre Bisson, Théâtre de la Porte Saint-Martin
- 1950: L'Affaire Fualdès, de Denis Marion, escenografía de Georges Douking, Théâtre du Vieux-Colombier